# Dérocher
 (octobre 2007).
Si vous disposez d'ouvrages ou d'articles de référence ou si vous connaissez des sites web de qualité traitant du thème abordé ici, merci de compléter l'article en donnant les références utiles à sa vérifiabilité et en les liant à la section « Notes et références ».
Le déroché est une solution composée d'un volume d'acide sulfurique pour 9 parties d'eau. Le bain est utilisé à chaud pour le décapage d'ouvrages de bijouterie après brasage. Ce procédé permet d'éliminer les traces d'oxydation et de flux de brasage (borax ou collobore).
Il est à noter que déroché est un nom commun et que dérocher est un verbe, ainsi on déroche une pièce dans le déroché.